# کتان‌کش
کاملینا یا کتان‌کًش (نام علمی:  Camelina sativa) گیاهی است از تیره گل داران. این گیاه بومی مناطق مدیترانه‌ای در اروپا و آسیا است.
در ایران سه گونه کتان‌کش می‌روید به نام‌های کتان‌کش کرکی، کتان‌کش تنک، و کتان‌کش دانه‌ریز.

## کاملینا ساتیوا
در میان گونه‌های مختلف این گیاه بیشترین تحقیقات بر روی تیره کاملینا ساتیوا صورت گرفته‌است که به صورت تاریخی به منظور تهیه روغن کشت می‌شده‌است. کتان‌کش می‌تواند در زمین‌هایی با حاصلخیزی کمتر رشد کند، به آبیاری و کوددهی کمتری نیاز دارد و دانه‌هایی تولید می‌کند که قابلیت تولید مقادیر زیادی روغن را دارند. همچنین می‌تواند در تناوب با گندم کشت شود و یک محصول تولیدکننده سوخت زیستی در نواحی نیمه‌خشک مانند کانزاس غربی و کلرادو باشد. کاملینا گیاهی یک ساله است و گل‌هایی به رنگ زرد می‌دهد. نقشه ژنی این گیاه برای اولین بار در سال ۲۰۱۳ توسط یک تیم تحقیقاتی کانادایی ارائه شد. دکتر کهریزی، استاد تمام دانشگاه رازی کرمانشاه و مجری طرح ملی "کاملینا" گفت : 95 درصد روغن مصرفی کشور وارداتی است و پنج درصد مابقی که در کشور تولید می شود هم از طریق بذرهای وارداتی به دست می آید، بنابراین تقریبا 100درصد بازار روغن و دانه های روغنی کشور وابسته به واردات است و این درحالی است که اگر کاملینا با سطح روغن بالایی که دارد مورد حمایت قرار گیرد، می تواند کشور را از این وابستگی تا حدودی نجات دهد. این گیاه دوره رشد کوتاهی دارد، به طوری که اگر در آبان آن را کشت کنید، برای اواخر اردیبهشت آماده برداشت است. از طرفی کشت این گیاه به صورت دیم است و نیاز به آبیاری نداشته و می تواند مقاومت بالایی در برابر کم آبی و خشکسالی داشته باشد. با همکاری وزارت جهاد کشاورزی توانستیم این گیاه را در 700 هکتار از اراضی کشاورزی 15 استان کشور کشت کنیم و سال 1400-1401 قرار است این سطح زیرکشت به 10 هزار هکتار افزایش یابد. وی به وجود 10 میلیون هکتار اراضی کشاورزی دیم در کشور اشاره می کند و می گوید: اگر فقط یک میلیون هکتار از این اراضی به کشت "کاملینا" اختصاص یابد جهش بزرگی در تولید دانه های روغنی اتفاق افتاده و کشور به سمت خودکفایی در این حوزه پیش خواهد رفت.

## استفاده از روغن گیاه
علاوه بر مصارف خوراکی، محققان زیست‌شیمی در حال مطالعه گیاه کتان‌کش به عنوان یک گیاه روغنی غیرخوراکی هستند تا ببینند چگونه می‌توان از آن به عنوان یک سوخت زیستی یا حتی صنعتی و در کاربردهای مربوط به صنایع غذایی استفاده کرد.
دانشگاه ایالتی کانزاس در رشته بیوشیمی به مرحله مهمی در ساخت یک سوخت زیستی بهتر دست پیدا کرده‌است که دانه‌های این گیاه لیپید بیشتری تولید می‌کند و خصوصیات دانه نیز بهبود یافته‌است. در این روند، کتان‌کش (Camelina sativa) اصلاح شده و تاکنون بیشترین مقدار روغن دانه را تولید کرده‌است. پژوهشگران با تغییر مسیر بیوشیمیایی دانه روغنی کتان‌کش به مقادیر بسیار بالایی از یک روغن دست پیدا کرده‌اند که وشک‌سانی کمتر و کیفیت بهتری در دمای پایین از خود نشان می‌دهد.
هدف تولید دانه‌های روغنی با قابلیت تولید مقادیر زیاد روغن اصلاح شده‌است که می‌توانند به عنوان سوخت‌های زیستی اصلاح شده یا حتی در صنعت یا صنایع غذایی استفاده شوند.
استفاده از منابع سوختی جایگزین، یک روش بدیهی برای کاهش وابستگی به سوخت‌های فسیلی است اما حتی استفاده از این روغن برای سایر کاربردها از قبیل روانکارها یا مواد خام صنایع شیمیایی به کاهش وابستگی ما به سوخت‌های فسیلی کمک می‌کند.
از جمله استفاده های دیگری که از گیاه کاملینا می شود، استفاده از کنجاله آن در صنعت خوراک دام، طیور و آبزیان است.

## توالی یابی ژنوم
ژنوم کتان‌کش به تازگی توالی‌یابی شده‌است که این امر به پژوهشگران کمک کرده‌است که این اطلاعات را در اصلاح خواص روغن کتان‌کش و تولید روغنی با ویسکوزیته کمتر و برای تولید نوعی سوخت زیستی به کار ببرند. پژوهشگران با تغییر مسیر زیست‌شیمیایی دانه روغنی کاملینا، قادر بودند که مقدار زیادی از این روغن اصلاح شده که استیل- TAG نامیده می‌شوند را تولید کنند. در بهترین لاین‌های کاملینا، تقریباً ۸۵ درصد روغن آن حاوی استیل - TAG اصلاح شده بود.
پژوهشگران معتقدند که کتان‌کش تولیدکننده استیل –TAGها یک منبع تجزیه‌پذیر با قابلیت مصارف صنعتی از قبیل پلاستیک‌ها، روانکارهای زیست‌تجزیه‌پذیر و امولسیون‌کننده‌های غذایی است.